# ثاير ملفين
ثاير ملفين (بالإنجليزية: Thayer Melvin) هو قاضي أمريكي، ولد في 15 نوفمبر 1835، وتوفي في 9 نوفمبر 1906.